# Mount Hillaby
Mount Hillaby (336 metres) és el punt més alt de l'illa de Barbados al Carib oriental. El cim està al municipi de Saint Andrew, immediatament a sobre de l'àrea coneguda com a Districte d'Escòcia, al nord i est del cim, que comprèn vells sediments geològics erosionats.